# Keisuke Hada
Keisuke Hada (羽田 敬介 Hada Keisuke?, nacido el 20 de febrero de 1978 en Ehime) es un exfutbolista japonés. Jugaba de guardameta y su último club fue el Ehime FC de Japón.

## Trayectoria

### Clubes
| Club            | País  | Año         |
| --------------- | ----- | ----------- |
| Shimizu S-Pulse | Japón | 1996 - 2003 |
| Cerezo Osaka    | Japón | 2004        |
| Ehime FC        | Japón | 2005 - 2007 |

## Palmarés

### Títulos nacionales
| Título             | Club            | País  | Año  |
| ------------------ | --------------- | ----- | ---- |
| Copa J. League     | Shimizu S-Pulse | Japón | 1996 |
| Copa del Emperador | Shimizu S-Pulse | Japón | 2001 |